# Préparez vos mouchoirs
Préparez vos mouchoirs (svenska: "Ta fram era näsdukar") är en belgisk-fransk romantisk komedifilm från 1978 regisserad av Bertrand Blier. Filmen vann 1978 en Oscar för bästa utländska film.

## Handling
Solange är deprimerad och sjuk. Grannar och vänner är övertygad om att hon behöver ett barn. Hennes man tar hjälp av en annan man, Stéphane, i hopp om att han ska göra henne gravid. Han misslyckas dock med att muntra upp henne och göra henne med barn. De tre öppnar ett kollo för barn där Solange möter 13-åriga Christian. Christian muntrar upp henne, blir hennes älskare och pappa till hennes barn. 

## Rollista
- Gérard Depardieu - Raoul
- Carole Laure - Solange
- Patrick Dewaere - Stéphane
- Michel Serrault - Grannen
- Eléonore Hirt - Fru Beloeil
- Jean Rougerie - Herr Beloeil
- Sylvie Joly - Den förbipasserande
- Riton Liebman - Christian Beloeil (under namnet Riton)
- Liliane Rovère - Marthe, barflickan («Bernadette»)
- Michel Beaune - Läkaren på gatan
- Roger Riffard - Läkaren i hamnen
- André Thorent - Läraren
- André Lacombe - Kommunalrådet
- David Gabison - Le Quidam (under namnet Alain David Gabison)
- Gilberte Géniat - Platsanviserskan på teatern
- Jean Perin - En arbetstagare
- Bertrand de Hautefort - En officer